# Берч-Крик (аэропорт)
Аэропорт Берч-Крик (англ. Birch Creek Airport), (ИАТА: KBC, FAA LID: Z91) — гражданский аэропорт, расположенный в 1,8 километрах к северу-северо-западу от центрального района города Берч-Крик (Аляска, США). Аэропорт находится в собственности штата Аляска.

## Операционная деятельность
Аэропорт Берч-Крик расположен на высоте 137 метров над уровнем моря, занимает территорию площадью 63 гектара и эксплуатирует одну взлётно-посадочную полосу:
- 16/34 размерами 1219 x 23 метров с гравийным покрытием.

За период с 31 декабря 2005 по 31 декабря 2006 года аэропорт Берч-Крик обработал 850 операций взлётов и посадок самолётов (в среднем 70 операций ежемесячно), из них 59 % пришлось на рейсы малой коммерческой авиации (аэротакси) и 41 % составили рейсы авиации общего назначения.